# Club Atlético Lanús
Il Club Atlético Lanús, chiamato comunemente solo Lanús, è una società polisportiva con sede a Lanús, in Argentina. È noto soprattutto per la sua sezione calcistica, la quale gioca nella Primera División, la massima serie del campionato argentino, e per il basket disciplina nella quale vanta 6 campionati nel Torneo Metropolitano de Buenos Aires. 
Come molte altre squadre argentine, il Lanus è una istituzione polisportiva: fra gli altri sport in cui è impegnato ricordiamo la pallamano, l'hockey su prato, il golf, il nuoto, il judo e la pallavolo.
È la squadra più grande della zona meridionale della Grande Buenos Aires.

## Storia

### Fondazione e anni 20-30
Il Lanús nasce il 3 gennaio 1915. Il 7 gennaio viene formata la commissione dirigente:
- Presidente: Federico Fiorini
- Vicepresidente 1: Nicolás Basso
- Vicepresidente 2: Ceistina
- Vicetesoriere: José A. García
- Segretario: Juan Messeger

Luis Suárez, Domingo Villar, Félix Ferrario, Pedro Dacre, Miguel Iguzquiza, Carlos Pointis, Antonio Etchevers, Bernabé Gascón Araoz.
Carlos Pointis, architetto, fu incaricato di disegnare l'emblema del Lanús. Il primo stadio in cui giocò il Lanus fu al centro del quartiere di Lanús Este. Il 24 febbraio 1929 il club inaugurò il suo attuale stadio, La Fortaleza. La prima partita nel nuovo stadio fu disputata contro il Boca Juniors, che vinse per 2-0.
Nel 1931 iniziarono i campionati professionistici argentini. Tra i club che vi partecipavano vi era anche il Club Atlético Lanús. Il primo campionato non fu dei migliori, tanto che la squadra granata occupò il diciassettesimo posto su diciotto squadre, ma riuscì nell'impresa di vincere contro il Boca Juniors per 4-2.
Negli anni successivi non migliorò il suo rendimento: quindicesimo nel 1932 e 1933. Nel 1934 la Asociación Argentina de Football decise di ridurre il numero di squadre partecipanti, perciò quattro squadre si fusero: Atlanta con Argentinos Juniors e Lanús con Talleres de Escalada. La fusione non sortì gli effetti sperati, e la squadra si piazzò al dodicesimo posto su quattordici squadre. Nel 1935 il Lanús fece registrare dei progressi, centrando l'undicesima piazza. Uno dei giocatori più rappresentativi di quest'epoca fu Atilio Ducca, che avrebbe fatto parte della squadra fino al 1946.
Nel 1939 si impose all'attenzione l'attaccante Luis Arrieta, che al suo primo anno segnò trentuno gol, finendo terzo nella classifica cannonieri, comandata da Arsenio Erico dell'Independiente con 40 gol, seguito da Isidro Lángara del San Lorenzo con trentaquattro. Il Lanús giunse dodicesimo a ventisei punti dall'Independiente campione, realizzando novantuno gol, superata dall'Independiente e dal River Plate, che misero a segno centotré e cento gol rispettivamente.

### Anni 40-60
Il Lanús rimase in Primera División fino al 1949, anno in cui la squadra retrocesse. Nel 1962 retrocesse in Primera B, ma nel 1964 fu capace di tornare nell'élite del calcio argentino, guadagnando la vittoria del torneo e la conseguente promozione. Nel 1965 si classificò al quindicesimo posto in Primera División, nel 1966 al quattordicesimo e nel 1967 raggiunse la quinta posizione. Nel 1968 arrivò a giocarsi la possibilità di disputare le semifinali del Torneo Metropolitano, ma giunse terzo e non ottenne la qualificazione.

### Anni 70-90
Nel 1970, il Lanús è in Primera B. Vince però il campionato, terzo titolo del club, ritornando in Primera A. Nella stagione successiva il Granate vince solo tre partite, contro Atlanta, Ferro Carril Oeste e Independiente. Pareggia 6 volte e perde le restanti partite: a causa di tali risultati retrocede al termine dell'annata. Il 1973 vede il settimo posto in Primera B e nel 1974 viene fallito un altro tentativo di tornare in Primera A così come nel 1975. Il '76 vede tornare il Lanus in Primera División. Il 1977 si apre positivamente, con il goleador Juan Carlos Nanni come protagonista; quando questi viene venduto al Celta Vigo, la squadra inizia un periodo negativo che culmina con la retrocessione. Nel 1978 il club retrocede nuovamente finendo in Primera C, la terza divisione argentina.
Torna in Primera División nel 1990, divisione che ostenta fino ad oggi.
Nel 1996 con Héctor Cúper come allenatore vince la Coppa CONMEBOL, battendo i colombiani del Santa Fe Corporación Deportiva, essendo l'unica squadra argentina ad essere campione in Colombia fino ad oggi. La gara disputata a Bogotà fu vinta dai locali per 1 - 0, ma il Lanus fece valere il risultato di andata vinto per 2 - 0. La vittoria della Coppa Conmebol fu il primo titolo in assoluto ufficiale vinto dalla squadra granata, essendo una delle poche squadre al mondo ad aver vinto prima una coppa internazionale che un campionato locale.
L'undici titolare schierato da Cúper per la finalissima fu: Carlos Roa; Loza, Falaschi, Gustavo Siviero, Armando González; Juan Fernández (Serrizuela), Daniel Cravero, Hugo Morales, Ariel Ibagaza (Lacosegliaz); Gonzalo Belloso (Claudio Enría) y Ariel López. Goleador della Coppa fu il calciatore del Lanus Óscar Mena con 5 reti.
L'anno successivo il Lanùs, sotto la guida dell'allenatore Roberto Carlos Mario Gómez, arriva nuovamente in finale della Coppa Conmebol ma la perde in casa contro i brasiliani del Clube Atlético Mineiro per un totale di 5 - 2 tra andata e ritorno. La gara di andata terminò con gravi incidenti in campo tra i giocatori argentini e brasiliani i quali hanno una forte rivalità per disputarsi l'egemonia in Sudamerica. Gli scontri continuarono in tribuna, dove l'allenatore brasiliano Émerson Leão fu gravemente ferito riportando la rottura della mascella.
In seguito alla rissa furono processati per lesioni il difensore argentino Oscar Ruggeri (Campione del Mondo nel 1986) e il giovane "Chupa" Lopez, ma le accuse furono respinte giacché molti giocatori inclusi i brasiliani parteciparono nella rissa in campo.

### Dal 2000 a oggi
Il nuovo secolo cominciò della maniera più dura per il Lanús: nel 2002 dopo una serie di magri risultati la squadra fu costretta a giocare un play out contro Club Atlético Huracán de Tres Arroyos. Dopo i 180 minuti il Lanús vinse per un totale di 3 - 2 assicurandosi la permanenza nella massima divisione argentina. 
Negli anni successivi le cose per il Lanús cominciarono a migliorare notevolmente in tutti gli ambiti sportivi nei quali è coinvolto: dalla pallacanestro all'hockey su prato femminile, la crescita dell'istituzione fu costante in tutti i termini.
Nell'ambito calcistico venne rinforzato il settore giovanile. In questione di pochi anni il Lanús ha promosso giocatori di grandi livello come Eduardo Salvio, Lautaro Acosta, Carlos Izquierdoz, Diego Hernán Valeri, Agustín Marchesín, Agustín Pelletieri, Sebastián Blanco e Guido Pizarro (calciatore) fra i più importanti a livello internazionale e tanti altri a livello locale.
Dal 2006 i granata hanno stabilito un record di partecipazioni consecutive alle coppe sudamericane sia per la Coppa Libertadores che per la Coppa Sudamericana, contabilizzando ben 13 partecipazioni consecutive, coronandosi Campioni della Coppa Sudamericana 2013 anni dopo.
Tali meriti sportivi furono ricompensati dal 2007: il 2 dicembre 2007, la squadra vince per la prima volta il Torneo di Apertura 2007 con 38 punti davanti a Tigre (34) e al Club Atlético Banfield (32). Di gran contributo furono le reti del bomber José Sand che fu secondo goleador del torneo con 15 reti, solo dietro a Germán Denis con 18 gol. L'allenatore del primo campionato argentino era Ramón Cabrero, venuto a mancare il giorno dopo che il Lanus si assicurò il passaggio alla finale della Libertadores in 2017; Cabrero soffriva di cuore ed era stato operato chirurgicamente nel 2016.
L'11 dicembre 2013 il club vince il suo secondo trofeo internazionale battendo nella doppia finale della Coppa Sudamericana 2013 i brasiliani della Ponte Preta dopo l'1 - 1 nella gara di andata in Brasile e nel 2 - 0 nella gara di ritorno al Estadio Ciudad de Lanús - Néstor Díaz Pérez. Fu l'unico trofeo vinto in casa dal Lanus, innanzi ad oltre 45.000 tifosi granata: gli altri 5 titoli furono in trasferta.
Il 26 maggio del 2016 si laurea campione d'Argentina tornando al vertice dopo sette anni. Pochi mesi dopo, il 14 agosto del 2016, si laurea campione della Copa Bicentenario, torneo nazionale valido per la Federazione calcistica dell'Argentina giocato allo stadio del Racing Club de Avellaneda, battuto 1-0 con un gol segnato dal giovane esordiente Brian Montenegro nel minuto 94 di gioco.
Il 4 febbraio del 2017 il Lanús si laurea campione della Supercopa Argentina 2016, coppa nazionale valida per la Federazione calcistica dell'Argentina battendo i favoriti del Club Atlético River Plate per 3 - 0 nella finale giocatasi allo Estadio Ciudad de La Plata. Fu la seconda coppa nazionale vinta dalla squadra granata, e sesto titolo ufficiale nella storia.
Il 31 ottobre 2017, rimontando in un tempo lo svantaggio di 0-2 dopo aver perso 1-0 l'andata, batte 4-2 il River Plate nella semifinale di ritorno di CONMEBOL Libertadores e ottiene l'accesso alla prima finale della sua storia nella competizione. La finale della Coppa Libertadores pero perse per un totale di 1 -3 contro i brasiliani del Grêmio Foot-Ball Porto Alegrense. L'unica rete segnata dagli argentini fu opera del bomber storico José Sand, che così divenne sia il capocannoniere della coppa con 9 gol che il giocatore più vecchio ad aver segnato una rete in Coppa Libertadores, all'età di 37 anni e 135 giorni. Inoltre Sand è il goleador storico del club con oltre 120 gol.

## Rosa 2025
Aggiornata al 14 maggio 2025
| N. |                      | Ruolo | Calciatore          |
| -- | -------------------- | ----- | ------------------- |
| 2  | Argentina (bandiera) | D     | Ezequiel Muñoz      |
| 3  | Argentina (bandiera) | D     | Nicolás Morgantini  |
| 4  | Uruguay (bandiera)   | D     | Gonzalo Pérez       |
| 5  | Argentina (bandiera) | C     | Felipe Peña Biafore |
| 6  | Argentina (bandiera) | D     | Sasha Marcich       |
| 7  | Argentina (bandiera) | A     | Lautaro Acosta      |
| 9  | Argentina (bandiera) | A     | Walter Bou          |
| 10 | Argentina (bandiera) | C     | Marcelino Moreno    |
| 11 | Argentina (bandiera) | C     | Eduardo Salvio      |
| 12 | Argentina (bandiera) | P     | Nicolás Cláa        |
| 13 | Argentina (bandiera) | D     | Leonel Cardozo      |
| 14 | Argentina (bandiera) | A     | Alexis Canelo       |
| 15 | Colombia (bandiera)  | C     | Raúl Loaiza         |
| 17 | Argentina (bandiera) | P     | Lautaro Morales     |
| 19 | Argentina (bandiera) | C     | Agustín Rodríguez   |

| N. |                      | Ruolo | Calciatore        |
| -- | -------------------- | ----- | ----------------- |
| 20 | Argentina (bandiera) | A     | Bruno Cabrera     |
| 21 | Argentina (bandiera) | D     | Armando Méndez    |
| 23 | Argentina (bandiera) | C     | Ramiro Carrera    |
| 24 | Argentina (bandiera) | D     | Carlos Izquierdoz |
| 25 | Argentina (bandiera) | A     | Dylan Aquino      |
| 26 | Argentina (bandiera) | P     | Nahuel Losada     |
| 28 | Argentina (bandiera) | D     | Octavio Ontivero  |
| 29 | Argentina (bandiera) | D     | Brian Aguilar     |
| 30 | Argentina (bandiera) | C     | Agustín Cardozo   |
| 32 | Argentina (bandiera) | C     | Franco Orozco     |
| 33 | Argentina (bandiera) | D     | Juan Ramírez      |
| 35 | Paraguay (bandiera)  | D     | Ronaldo de Jesús  |
| 36 | Argentina (bandiera) | C     | Alexis Segovia    |
| 39 | Argentina (bandiera) | C     | Agustín Medina    |
|    | Argentina (bandiera) | D     | Franco Ortellado  |

## Rosa 2023
| N. |                      | Ruolo | Calciatore         |
| -- | -------------------- | ----- | ------------------ |
| 3  | Argentina (bandiera) | D     | Guillermo Burdisso |
| 6  | Argentina (bandiera) | D     | Diego Braghieri    |
| 7  | Argentina (bandiera) | A     | Lautaro Acosta     |
| 8  | Argentina (bandiera) | C     | Tomás Belmonte     |
| 13 | Argentina (bandiera) | D     | Julián Aude        |
| 15 | Argentina (bandiera) | P     | Lucas Acosta       |
| 17 | Argentina (bandiera) | P     | Lautaro Morales    |
| 19 | Paraguay (bandiera)  | C     | Jorge Morel        |
| 20 | Argentina (bandiera) | C     | Víctor Malcorra    |
| 21 | Argentina (bandiera) | C     | Franco Orozco      |
| 22 | Argentina (bandiera) | D     | Matías Pérez       |
| 24 | Argentina (bandiera) | D     | Nicolás Morgantini |
| 25 | Argentina (bandiera) | A     | Alexandro Bernabei |
| 26 | Argentina (bandiera) | D     | Leonel Di Plácido  |

| N. |                      | Ruolo | Calciatore        |
| -- | -------------------- | ----- | ----------------- |
| 27 | Argentina (bandiera) | C     | Ángel González    |
| 34 | Argentina (bandiera) | C     | Facundo Pérez     |
| 35 | Argentina (bandiera) | D     | Braian Aguirre    |
| 38 | Argentina (bandiera) | C     | Agustín Rodríguez |
| 42 | Argentina (bandiera) | P     | Lucas Acosta      |
|    | Argentina (bandiera) | C     | Marcelino Moreno  |
|    | Argentina (bandiera) | C     | Diego Valeri      |
|    | Argentina (bandiera) | D     | Nicolás Pasquini  |
|    | Argentina (bandiera) | D     | Yonathan Cabral   |
|    | Argentina (bandiera) | C     | Gastón Lodico     |
|    | Argentina (bandiera) | P     | Fernando Monetti  |
|    | Paraguay (bandiera)  | D     | Darío Cáceres     |
|    | Uruguay (bandiera)   | A     | Sebastián Ribas   |

## Rivalità
La rivalità più sentita in assoluto dai tifosi del Granate soprannominati La 14 del Tablón, La Barra 14 o semplicemente La 14 è quella con il Club Atlético Banfield, storico rivale del Lanús, con cui questi si contendono il Clasico Del Sur (Derby del Sur) per via della posizione geografica a sud della Grande Buenos Aires. La sfida tra i due club rappresenta, oltre alla rivalità calcistica, la contrapposizione di due diverse classi sociali. Mentre il Lanús è di origine popolare e operaia il Banfield gode di un ceto sociale più elevato della classe media alta borghese. 
Il Clasico del sur conta con ben 100 partite giocate, delle quali 78 in Primera División (Argentina). Il Lanús conta con 33 vittorie, 27 pareggi e 40 sconfitte contando sia le gare di prima divisione come della Primera B Nacional (seconda divisione).
Altra accesa rivalità è con Club Atlético Huracán, soprattutto negli anni di lotta per la promozione in Primera Division. Più recente lo è la rivalità con il Club Atlético River Plate soprattutto per via di diverse eliminazioni di coppe internazionali ai danni del River (2013, 2014, 2017), per la finale persa dal River nella Super Copa Argentina 2017 e per la clamorosa retrocessione del River Plate. Sebbene il play out lo perse con il Club Atlético Belgrano, giorni prima il River perse in casa per 1-2 con il Lanús partita che lo costrette a giocare il play out perso contra i piratas per un totale di 1-3, ciononostante si aspettava che il Lanús perdesse di proposito l'ultima partita di campionato proprio contro i Millonarios per evitargli la pena di giocare il play out. La vittoria di Lanús sconvolse il calcio argentino generando molto risentimento nei cuori dei tifosi del River.
Rivalita minori e che hanno perso peso negli ultimi decenni sono le rivalità con squadre della seconda divisione come Club Atlético Talleres (Remedios de Escalada), con la quale fece i primi Clasicos Del Sur; i vicini del Quilmes Atlético Club e con il Club Atlético Platense.

## Palmarès

### Competizioni nazionali
- Campionato argentino: 2

Apertura 2007, 2016
- Supercopa Argentina: 1

2016
- Primera B Nacional: 4

1950, 1964, 1970, 1991-1992
- Primera C Metropolitana: 1

1981
- Copa Campeonato Juan Domingo Perón: 1

1955
- Coppa Bicentenario: 1

2016

### Competizioni internazionali
- Coppa CONMEBOL: 1

1996
- Coppa Sudamericana: 1

2013

### Altri piazzamenti
- Campionato argentino:

Secondo posto: 1956, Clausura 1998, Clausura 2006, Clausura 2011, Inicial 2013
Terzo posto: 1927, Apertura 1995, Clausura 1996, Apertura 1996, Clausura 2009, Final 2013, 2014
- Copa Argentina:

Semifinalista: 2018-2019
- Primera B Nacional:

Secondo posto: 1989-1990
- Copa de Competencia Asociación Amateurs:

Finalista: 1926
- Coppa CONMEBOL:

Finalista: 1997
- Recopa Sudamericana:

Finalista: 2014
- Coppa Suruga Bank:

Finalista: 2014
- Coppa Libertadores:

Finalista: 2017
- Coppa Sudamericana:

Finalista: 2020
Semifinalista: 2024